# Idiot (Fjodor Dostojevski)
Idiot (ruski: Идиот) je knjiga ruskog pisca Fjodora Dostojevskog. Knjiga je prvi put izdana 1868. godine. Roman je Dostojevski napisao u Firenci (Italija) u zgradi preko puta palače Pitti gdje stoji i natpis o tome. 